# Zoo Gdańsk

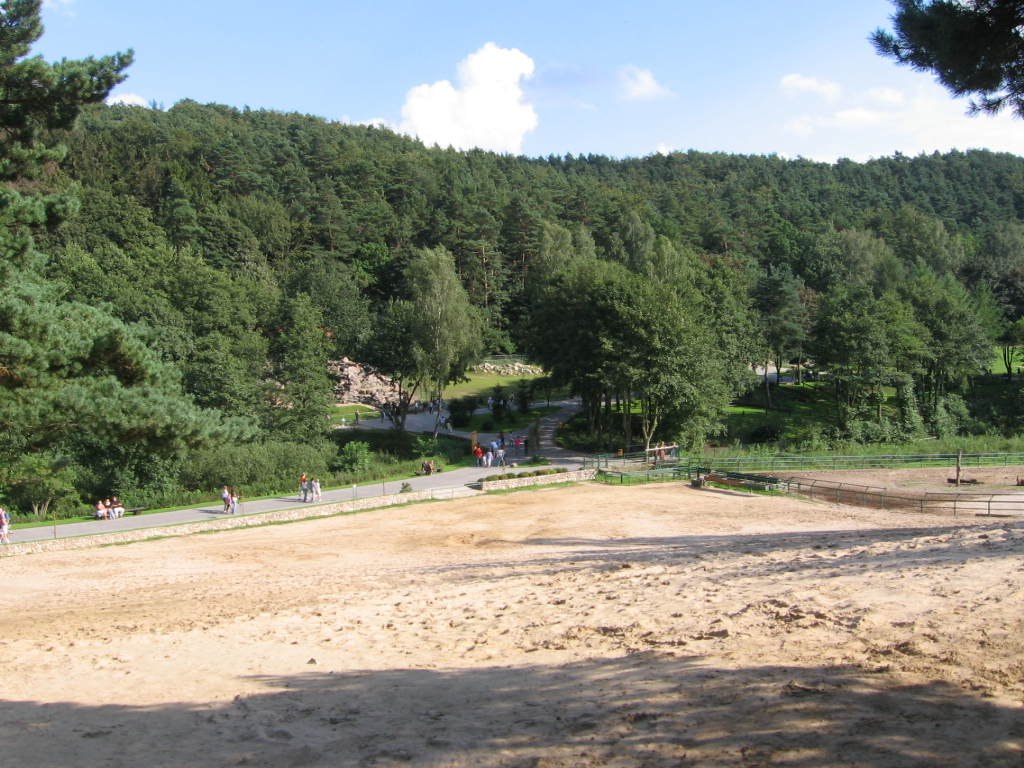
Uitzicht

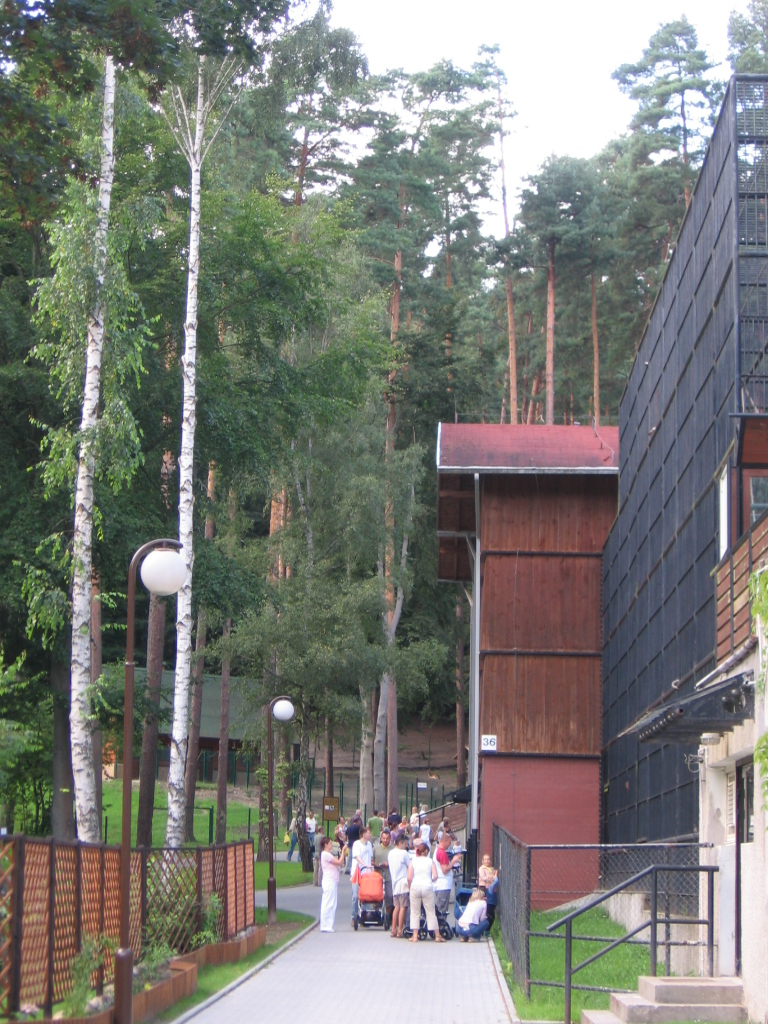
Kooien van de apen

De Zoo van Gdańsk (Gdański Ogród Zoologiczny) is een dierentuin in Gdańsk, gelegen iets buiten de wijk Oliwa in het Trójmiejski Park Krajobrazowy. De dierentuin beslaat 136 ha en werd geopend in 1954 op een terrein dat voorheen dienstdeed als sanatorium.
Er is een beperkt aanbod van dieren. Sinds juli 2008 is er een giraffenverblijf met 4 rothschildgiraffen.